# Amphipyra cancellata
Amphipyra cancellata är en fjärilsart som beskrevs av W. Warren 1911. Amphipyra cancellata ingår i släktet Amphipyra och familjen nattflyn. Inga underarter finns listade i Catalogue of Life.